# 마발라 스톱
마발라 스톱(영어: Mavala Stop)은 스위스에서 만든 매니큐어이다. 강한 쓴맛이 나는 투명한 액체를 손톱에 발라 손톱을 못 물어 뜯게 하고, 손가락을 빠는 행위도 막을 수 있다. 3세 미만은 사용하지 못한다.

## 사용법
마발라 스톱을 손톱 전체에 바르고, 만졌을 때 묻어나오지 않을 정도로 건조 시킨다. 손톱을 물어 뜯지 않을 때까지 2일에 한번씩 바른다.